# HALO Trust
A HALO Trust egy politikailag semleges, vallásoktól független, bejegyzett brit segélyszervezet és amerikai nonprofit szervezet, amelynek célja, hogy eltávolítsa a különböző háborúk és összecsapások után maradó törmeléket, valamint részben az aknamentesítés és a fel nem robbant lőszerek eltávolítása és megsemmisítése, melyek veszélyt jelentenek a polgári lakosságra. A szervezetet 1988. március 9-én alapították és ez egyben az elsőszámú humanitárius aknamentesítő szervezet a világon. A HALO több aknát mentesített már, mint bármely más hozzá hasonlítható szervezet (a Landmine Monitor éves statisztikai gyűjtése alapján).
A HALO Trust jelenleg tizennégy országban végzi tevékenységét, közel 8000 fő aknamentesítő segítségével. A HALO legnagyobb művelete Afganisztánban van, ahol is a Mine Action Programme for Afghanistan végrehajtó szervezeteként működik közre.
A HALO globális főhadiszállása Skóciában található egy átépített korábbi istálló épületében. Az amerikai irodái Washingtonban és San Franciscóban találhatóak.

## Története
A szervezetet Guy Willoughby alapította, aki ma a szervezet vezérigazgatója, valamint Colin Campbell Mitchell brit parlamenti képviselő alapította.

## Eredményei
A HALO eredményei közé tartozik:
- több, mint 1,4 millió taposóakna elpusztítása,
- több, mint 11 millió nagy kaliberű lőszer megsemmisítése,
- több, mint 195000 fürtös bomba elpusztítása,
- több, mint 53 millió lőszer megsemmisítése,
- több, mint 3300 nehézfegyverrendszer megsemmisítése,
- több, mint 160000 lőfegyver megsemmisítése,
- több, mint 9800 aknamező megtisztítása,
- 31875 hektárnyi földterület megtisztítása taposóaknáktól,
- 143429 hektárnyi földterület megtisztítása fel nem robbant és otthagyott lőszerektől
- 14345 kilométernyi út megtisztítása különféle robbanóanagoktól

## Közép-Ázsia

### Afganisztán
A HALO legnagyobb művelete Afganisztánban zajlik. Afganisztán a világ leginkább elaknásított országa. A szervezet becslései szerint 1979 óta több, mint 640000 aknát telepítettek országszerte.
Az elmúlt harminc év összecsapásai alatt több millió afgánnak kellett elhagynia otthonát és elmenekülnie innen Pakisztánba és Iránba, hogy megszökjenek az országot sújtó háború elől. Az elhúzódó összecsapások időszaka alatt a frontvonalak folyamatosan változtak és igen erőteljes aknatelepítés zajlott. A lakóövezetek és a mezőgazdasági területek hamar igen veszélyessé váltak és az afgán családok úgy érezték, hogy bárhol nagyobb biztonságban lehetnek, mint a saját hazájukban. Több, mint 6,2 millió afgán kényszerült elhagyni otthonát az elmúlt 30 év során. A tálib rezsim bukása után több, mint 5 millió menekült tért ismét haza.
1988 óta a HALO Afganisztáni missziója során megsemmisített több, mint 692000 aknát, (melyből 156000 telepített akna volt és 536000 pedig el volt raktározva), 9 millió nagy űrméretű lőszert és 45,4 millió lőszert.
A szervezet jelenleg több, mint 3500 afgán aknamentesítőt foglalkoztat.

## Fordítás
Ez a szócikk részben vagy egészben  a   HALO Trust című angol Wikipédia-szócikk ezen változatának fordításán alapul.  Az eredeti cikk szerkesztőit annak laptörténete sorolja fel. Ez a jelzés csupán a megfogalmazás eredetét és a szerzői jogokat jelzi, nem szolgál a cikkben szereplő információk forrásmegjelöléseként.